# Lil Tecca
Тайлер-Джастин Энтони Шарп (англ. Tyler-Justin Anthony Sharpe, более известный как Lil Tecca, родился 26 августа 2002 года) — американский рэпер — певец и автор песен. Он получил признание после выпуска своего бэнгера-сингла «Ransom», который собрал более 1 миллиарда прослушиваний на Spotify и находился на его максимальном четвёртом месте в Billboard Hot 100.
Он также ранее выпустил песни, которые привлекли внимание, такие как «Love Me», «Molly Girl», «Did It Again» и «Bossanova», которые все появились в его дебютном микстейпе We Love You Tecca, выпущенного 30 августа 2019 года. Микстейп достиг 4 места в американском Billboard 200.

## Ранний период жизни
Тайлер-Джастин Энтони Шарп родился 26 августа 2002 года в районе Квинс в Нью-Йорке. Он был воспитан в районе Спрингфилд Гарденс в Куинсе, но позже переехал в район Лоуренса на Лонг-Айленде. Он имеет ямайское происхождение, и его родители оба являются ямайскими мигрантами. С юных лет Шарп стремился стать членом НБА, но около 12 лет он потерял интерес к этому и обратил свое внимание на музыкальную карьеру.

## Карьера
Когда ему было 9 лет, Текка удовлетворял его интерес к музыке, читая рэп с друзьями через микрофон на Xbox. Они делали «диссы» друг на друга, один из которых был загружен в SoundCloud несколько лет назад, но с тех пор был удален. В своем интервью для YouTube канала Cufboys Текка сказал, что его сценический псевдоним был получен от знакомого в Instagram, которого звали Текка, и он назвал его «Lil Tecca», потому что её имя уже было Tecca в Instagram. Объяснение было отражено во время интервью с Genius под названием «Что Я Делаю» (англ. What I Do).
Его первый трек, получивший некоторую популярность, «tectri», был коллаборацией с его другом, Lil Gummybear, и вышел в начале 2017 года. Другие начальные треки его включают «Callin», «My Time» и «Rags to Riches».
Всего год спустя карьера Текки начала развиваться с его хитом «Ransom», который сначала был загружен на канал Lyrical Lemonade на YouTube 22 мая 2019 года. С тех пор песня заняла 4-е место в чарте Billboard Hot 100 и получила более 300 миллионов прослушиваний на Spotify и более 400 миллионов просмотров на YouTube.
30 августа 2019 года Tecca выпустил свой дебютный микстейп под названием We Love You Tecca. Микстейп достиг 4 места в американском Billboard 200.

## Артистичность
Текка утверждает, что на него повлияли многие артисты, начиная с Майкла Джексона и Coldplay в его детстве, и заканчивая Джус Ворлдом, Эминемом, Лил Уэйном, Миком Миллом, Вака Флока Флэймом и Чиф Кифом.

## Дискография

### Студийные альбомы
| Название            | Детали                                                   |
| ------------------- | -------------------------------------------------------- |
| Virgo World         | - Выпущен: 18 сентября 2020 - Лейблы: Galactic, Republic |
| We Love You Tecca 2 | - Выпущен: 27 августа 2021 - Лейблы: Galactic, Republic  |
| TEC                 | Выпущен 22 сентября 2023 Лэйблы: Galactic, Republic      |
| PLAN A              | Выпущен 20 сентября 2024 Лэйблы: Galactic, Republic      |
| DOPAMINE            | Выпущен 13 июня 2025 Лэйблы: Galactic, Republic          |

### Микстейпы
| Название          | Детали                                                                             | Высшая позиция в чарте | Высшая позиция в чарте | Высшая позиция в чарте | Высшая позиция в чарте | Высшая позиция в чарте |
| Название          | Детали                                                                             | US                     | AUS                    | CAN                    | NZ                     | UK                     |
| ----------------- | ---------------------------------------------------------------------------------- | ---------------------- | ---------------------- | ---------------------- | ---------------------- | ---------------------- |
| We Love You Tecca | - Выпущен: 30 августа 2019 - Лейбл: Galactic, Republic - Формат: Цифровая загрузка | 4                      | 13                     | 3                      | 14                     | 15                     |

### Синглы

#### В качестве ведущего исполнителя
| Название                                                                    | Год  | Высшая позиция | Высшая позиция | Высшая позиция | Высшая позиция | Высшая позиция | Высшая позиция | Высшая позиция | Высшая позиция | Высшая позиция | Сертификация                                                                      | Альбом             |
| Название                                                                    | Год  | US             | US R&B/HH      | US Rap         | AUS            | CAN            | GRE            | IRE            | NZ Hot         | UK             | Сертификация                                                                      | Альбом             |
| --------------------------------------------------------------------------- | ---- | -------------- | -------------- | -------------- | -------------- | -------------- | -------------- | -------------- | -------------- | -------------- | --------------------------------------------------------------------------------- | ------------------ |
| «Love Me»                                                                   | 2018 | 97             | 41             | —              | —              | 72             | —              | 73             | —              | 66             | - ARIA: Золотой - MC: Золотой                                                     | We Love You Tecca  |
| «Ransom»                                                                    | 2019 | 4              | 2              | 2              | 8              | 2              | 2              | 3              | 7              | 7              | - RIAA: 4× Платиновый - ARIA: 2× Платиновый - BPI: Платиновый - MC: 6× Платиновый | We Love You Tecca  |
| «Did It Again»                                                              | 2019 | 64             | 24             | 21             | —              | 34             | 63             | 89             | —              | 84             | - RIAA: Платиновый - MC: Золотой                                                  | We Love You Tecca  |
| «Glo Up»                                                                    | 2019 | —              | —              | —              | —              | —              | —              | —              | —              | —              |                                                                                   | We Love You Tecca  |
| «Somebody» (совместно с Internet Money и A Boogie wit da Hoodie)            | 2019 | 96             | 44             | —              | —              | 54             | —              | 93             | 16             | 75             | - RIAA: Золотой                                                                   | B4 the Storm       |
| «Why U Look Mad»                                                            | 2019 | —              | —              | —              | —              | —              | —              | —              | —              | —              |                                                                                   | Внеальбомный сингл |
| «IDK»                                                                       | 2020 | —              | —              | —              | —              | —              | —              | —              | —              | —              |                                                                                   | Внеальбомный сингл |
| «All Star» (при участии Lil Tjay)                                           | 2020 | —              | —              | —              | —              | —              | —              | —              | 39             | —              |                                                                                   | Внеальбомный сингл |
| «Out of Love» (при участии Internet Money)                                  | 2020 | —              | —              | —              | —              | —              | —              | —              | 15             | —              |                                                                                   | Virgo World        |
| «Royal Rumble»                                                              | 2020 | —              | —              | —              | —              | —              | —              | —              | —              | —              |                                                                                   | Virgo World        |
| «Our Time»                                                                  | 2020 | —              | —              | —              | —              | —              | —              | —              | —              | —              |                                                                                   | Virgo World        |
| «Dolly» (совместно с Lil Uzi Vert)                                          | 2020 | 80             | 26             | 25             | —              | 63             | —              | —              | 15             | —              |                                                                                   | Virgo World        |
| «Jetski» (совместно с Internet Money и Lil Mosey)                           | 2021 | —              | —              | —              | —              | 88             | —              | —              | 16             | —              |                                                                                   | Внеальбомный сингл |
| «Show Me Up»                                                                | 2021 | —              | 50             | —              | —              | —              | —              | —              | 22             | —              |                                                                                   | Внеальбомный сингл |
| «Never Left»                                                                | 2021 | 56             | 24             | 19             | —              | 30             | —              | 42             | 4              | 50             |                                                                                   | Внеальбомный сингл |
| «—» обозначает запись, которая не находилась в чартах или не была выпущена. |      |                |                |                |                |                |                |                |                |                |                                                                                   |                    |

#### В качестве приглашенного исполнителя
| Название                                                                   | Год  | Высшая позиция в чартах | Высшая позиция в чартах | Высшая позиция в чартах | Высшая позиция в чартах | Высшая позиция в чартах | Альбом              |
| Название                                                                   | Год  | US                      | CAN                     | IRE                     | NZ Hot                  | UK                      | Альбом              |
| -------------------------------------------------------------------------- | ---- | ----------------------- | ----------------------- | ----------------------- | ----------------------- | ----------------------- | ------------------- |
| «Memories in My Head» (Icyslug при участии Lougotcash и Lil Tecca)         | 2019 | —                       | —                       | —                       | —                       | —                       | Trap Jew            |
| «Did It Again (Remix)» (Smxthers при участии Lil Tecca)                    | 2019 | —                       | —                       | —                       | —                       | —                       | Сингл не из альбома |
| «Somebody» (Internet Money при участии Lil Tecca и A Boogie wit da Hoodie) | 2019 | 96                      | 54                      | 93                      | 16                      | 75                      | Сингл не из альбома |

### Другие песни в чартах
| Название      | Год  | Высшая позиция в чартах | Высшая позиция в чартах | Высшая позиция в чартах | Альбом            |
| Название      | Год  | US                      | CAN                     | NZ Hot                  | Альбом            |
| ------------- | ---- | ----------------------- | ----------------------- | ----------------------- | ----------------- |
| «Shots»       | 2019 | 84                      | 54                      | 20                      | We Love You Tecca |
| «Out of Luck» | 2019 | 80                      | 79                      | 27                      | We Love You Tecca |
| «Left, Right» | 2019 | —                       | —                       | 39                      | We Love You Tecca |
| «Amigo»       | 2019 | —                       | —                       | 28                      | We Love You Tecca |

### Гостевое участие
| Title        | Year | Other artist(s) | Album             |
| ------------ | ---- | --------------- | ----------------- |
| «Mavericks»  | 2019 | Danny Wolf, WAV | Night of the Wolf |
| «Calling Me» | 2019 | Lil Rxmi        | Winter Luv        |

### Комментарии
1. ↑  «All Star» не попал в чарт Billboard Hot 100, но достиг 18 номера в Bubbling Under Hot 100[38].
2. ↑  «Jetski» не попал в чарт Hot 100, однако достиг 19 номера Bubbling Under Hot 100[38].
3. ↑  «Show Me Up» не попал в чарт Hot 100, однако достиг 21 номера в Bubbling Under Hot 100[38].